# ولادیمیر کرن
ولادیمیر کرن (انگلیسی: Vladimir Kren; ۸ دسامبر ۱۹۰۳ – ۲ دسامبر ۱۹۴۸) سرلشکر در پادشاهی یوگسلاوی  و رئیس نیروی هوایی دولت مستقل کرواسی بود.